# Фуллер, Ричард Бакминстер
Ричард Бакминстер Фуллер (англ. Richard Buckminster Fuller; 12 июля 1895 — 1 июля 1983) — американский архитектор, дизайнер, инженер, изобретатель, философ, математик, писатель, поэт.
В течение своей жизни Фуллер задавался вопросом относительно того, есть ли у человечества шанс на долгосрочное и успешное выживание на планете Земля и если да, то каким образом. Считая себя заурядным индивидом без особых денежных средств и учёной степени, он решил посвятить свою жизнь этому вопросу. Он пытался выяснить, что могут сделать для улучшения положения человечества личности вроде него из того, что большие организации, правительства или частные предприятия не могут выполнить в силу своей природы.
На протяжении этого эксперимента всей жизни Фуллер написал двадцать восемь книг, выработав такие термины как «космический корабль „Земля“», «эфемеризация» и «синергетика». Он также сделал большое число изобретений, в основном в сфере дизайна и архитектуры, наиболее известным из которых является лёгкий и прочный «геодезический купол» — пространственная стальная сетчатая оболочка из прямых стержней.
В последние годы жизни, после десятилетий работы над своими идеями, Фуллер достиг заметного общественного признания. Он путешествовал по миру, выступая с лекциями, и получил много почётных учёных степеней. Большинство его изобретений, однако, так и не поступили в массовое производство, а он сам подвергался сильной критике в разных областях, на которые он пытался повлиять (например, в архитектуре), или просто отвергался как безнадёжный утопист. Последователи Фуллера, с другой стороны, утверждают, что его идеи ещё не получили того внимания, которого они заслуживают.

## Биография

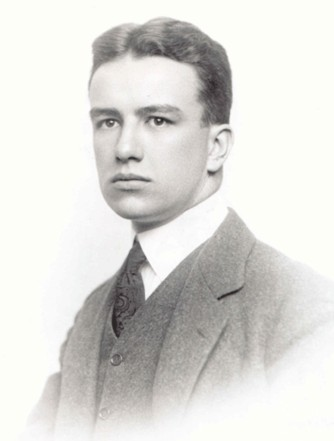
Фуллер в молодости

Фуллер родился 12 июля 1895 года в Милтоне (Массачусетс, США). Его родителями были Ричард Бакминстер Фуллер и Кэролайн Уолкотт Эндрюс. Семья Фуллеров произвела на свет заметных нонконформистов Новой Англии. Отец Бакминстера Фуллера умер, когда мальчику было 12. Проведя своё детство на ферме на острове недалеко от побережья Мэна, Фуллер с ранних лет проявил природную склонность к дизайну и придумыванию вещей. Он часто делал вещи из принесённых из леса материалов, а иногда даже делал собственные инструменты. Например, он экспериментировал с разработкой нового аппарата для движения небольших лодок на мускульной тяге. Годами позже он решил, что этот опыт не только заразил его интересом к дизайну, но и дал привычку быть полностью осведомлённым о материалах, которые его более поздние амбициозные проекты потребуют для своей реализации.
Фуллера отправили в Академию Милтона, после чего (в 1913) он начал учиться в Гарвардском университете, откуда его два раза отчисляли. Первый раз — за то, что он потратил все свои деньги, развлекаясь с целой труппой танцоров, во второй — за «безответственность и отсутствие интереса».
Между сессиями в Гарварде Фуллер работал некоторое время в Канаде механиком на текстильной фабрике, а позже работал по 12 часов в день рабочим на мясоперерабатывающем производстве. Он женился в 1917 году, а во время Первой мировой войны служил во флоте США, где был радистом, редактором публикаций и командиром спасательного катера. После демобилизации он снова работал некоторое время в мясоупаковочной отрасли, где приобрёл свой управленческий опыт. В начале 1920-х он вместе с отчимом разработал систему по производству легковесных всепогодных и пожароустойчивых домов, однако предприятие потерпело неудачу.
В 1927 году, в возрасте 32 лет, будучи банкротом и безработным, живя в дешёвых апартаментах в Чикаго (Иллинойс), Фуллер потерял свою любимую дочь Александру в результате её заболевания пневмонией в зимнее время. Он чувствовал свою вину за случившееся, и это привело его к злоупотреблению алкоголем и на грань самоубийства. В последний момент он решил вместо этого устроить «эксперимент, чтобы посмотреть, что может один-единственный человек сделать на благо мира и всего человечества».
Фуллер принял должность в небольшом колледже в Северной Каролине. Там, при поддержке группы профессоров и студентов, он начал работать над проектом, который впоследствии принёс ему известность и произвёл революцию в инженерии — геодезический купол. Используя лёгкие пластики в простой форме тетраэдра (треугольной пирамиды), он создал маленький купол. Он разработал первое здание, которое могло выдержать свой вес практически без ограничений. Правительство США увидело значимость изобретения и наняло Фуллера для производства маленьких куполов для армии. Через несколько лет по всему миру насчитывались тысячи таких куполов.

### Наработки Фуллера

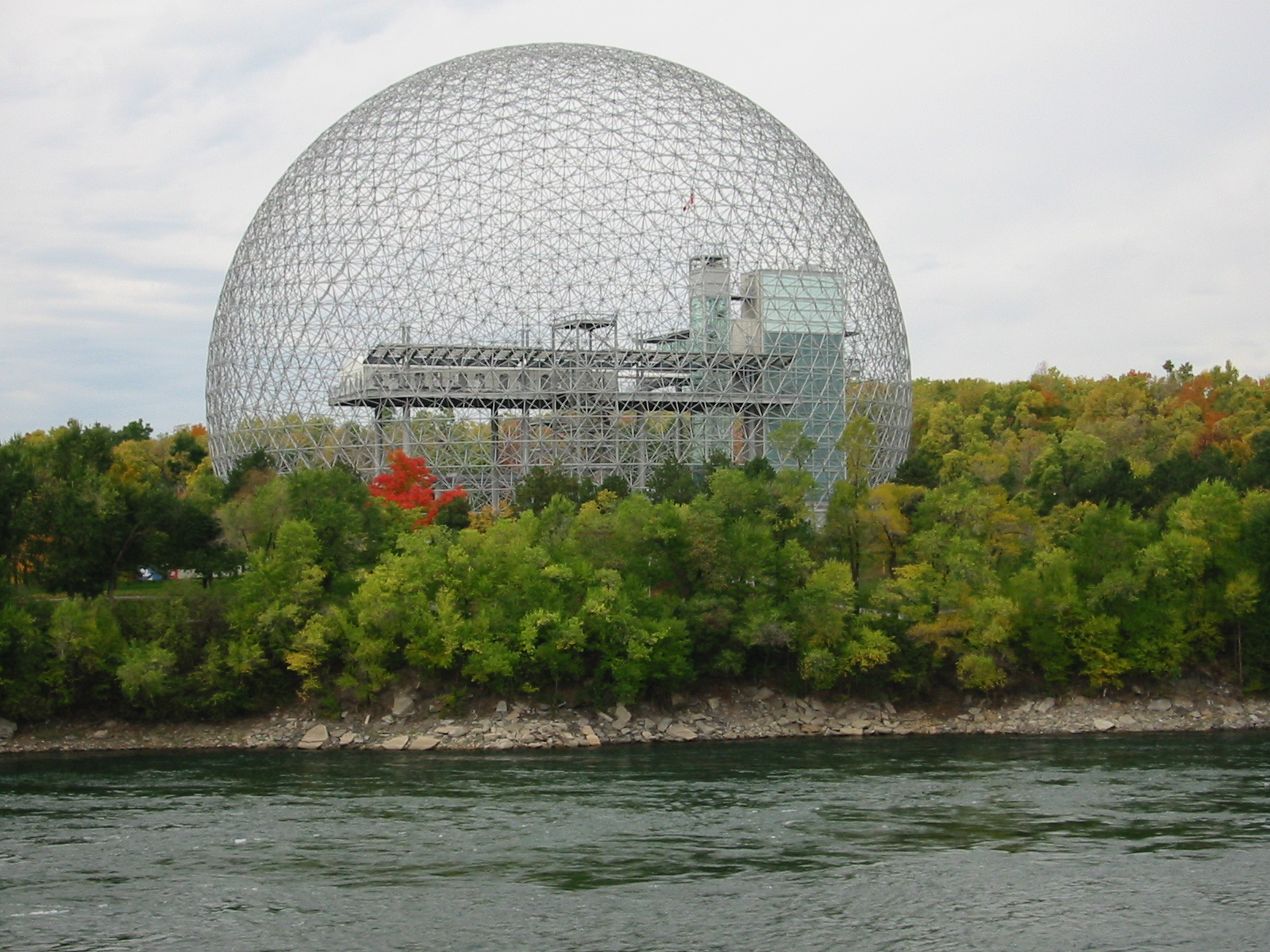
Биосфера Фуллера (Павильон США на Экспо-67, ныне музей «Биосфера» в Монреале, Канада)

В последующие полвека Бакминстер Фуллер подарил миру широкий круг идей, разработок и изобретений, в частности в областях практичного недорогого жилья, которое можно легко перевозить с места на место. Он тщательно задокументировал свою жизнь, философию и идеи в ежедневном дневнике (он вёл его с 1920 по 1983 годы и фиксировал все события из своей жизни каждые 15 минут) и 28 публикациях. Фуллер финансировал некоторые из своих экспериментов с помощью унаследованных денег семьи, в некоторых случаях в финансировании принимали участие его коллеги по профессии, например, в проекте автомобиля «Димаксион» в 1933 году — трёхколёсного средства передвижения аэродинамической формы и с перископом. Другим известным проектом Фуллера был его «дом Димаксион» — проект сборного дома из алюминиевых деталей фабричного производства, оригинальной конструкции на одной опоре. Был построен всего один такой дом — в 1927 году в Чикаго.
В 1942 году Фуллер разработал новую картографическую проекцию мира, составленную из шести прямоугольников и восьми треугольников, которая имела ряд преимуществ по сравнению с глобусом.
С 1947 года Фуллер разрабатывал пространственную конструкцию «геодезического купола» представляющего собой полусферу, собранную из тетраэдров. Геодезические купола принесли Фуллеру международное признание (в 1959 году для Американской национальной выставки в Москве был построен «золотой купол», в 1967 году — павильон США на Всемирной выставке в Монреале). Фуллер преподавал в Университете Южного Иллинойса с 1959 по 1970 в Школе искусства и дизайна. В 1965 году Фуллер открыл Мировое десятилетие научного дизайна (с 1965 по 1975) на встрече Международного союза архитекторов в Париже. Десятилетие было, по его собственным словам, посвящено применению принципов науки к решению проблем человечества.
Фуллер верил, что человеческие общества вскоре будут полагаться в основном на возобновляемые источники энергии, такие как электричество из солнечного света и энергии ветра. Он надеялся на наступление эры «всеуспешного образования и обеспеченности человечества». Он рассматривал информацию как «негативную энтропию».

### Заслуги
Фуллер получил 25 американских патентов и множество почётных докторских научных степеней, был лауреатом 47 международных и американских почётных премий в области архитектуры, дизайна, инженерии, изящных искусств и литературы. 16 января 1970 года стал кавалером Золотой медали Американского института архитектуры.

### Смерть
Фуллер умер в Лос-Анджелесе 1 июля 1983 года в возрасте 87 лет. К тому моменту он являлся признанным гуру дизайна, архитектуры и «альтернативных» поселений. Его жена находилась в коме и умирала от рака; во время одного из посещений её в больнице он воскликнул: «Она сжала мою руку!». Затем он встал, у него случился обширный инфаркт, и часом позже он скончался. Его жена умерла через 36 часов после этого. Он похоронен на кладбище около города Бостон, штат Массачусетс.

## Основные проекты

### Девятое небо
«Девятое небо» (англ. Cloud nine) — воздушные жилища, предложенные Бакминстером Фуллером. Фуллер предположил, что эти жилища можно изготавливать в виде гигантских геодезических сфер, и давать им возможность левитировать за счёт нагретого воздуха. Геодезические сферы (структуры из треугольных компонентов, покрывающих поверхность сферы) становятся все более крепкими с увеличением размера, так как они перераспределяют напряжение по всей поверхности. Это теоретически позволяет строить сферы колоссальных размеров.
По мере увеличения размера сферы объём заключаемого ею пространства растёт быстрее, чем масса самой структуры (заключающей это пространство). Фуллер определил, что масса геодезической сферы шириной в милю будет ничтожна в сравнении с массой заключённого в ней воздуха. Он предположил, что даже если нагреть воздух внутри такой сферы всего на градус по сравнению с окружающим пространством, эта сфера может летать. Он вычислил, что такой шар мог бы поднять существенную массу, и это позволило бы строить летающие мини-города с населением в несколько тысяч человек. Подобные «девятые небеса» могли бы стоять на привязи, или быть свободно парящими, или мигрировать в зависимости от климатических и других условий окружающей среды.

## В культуре

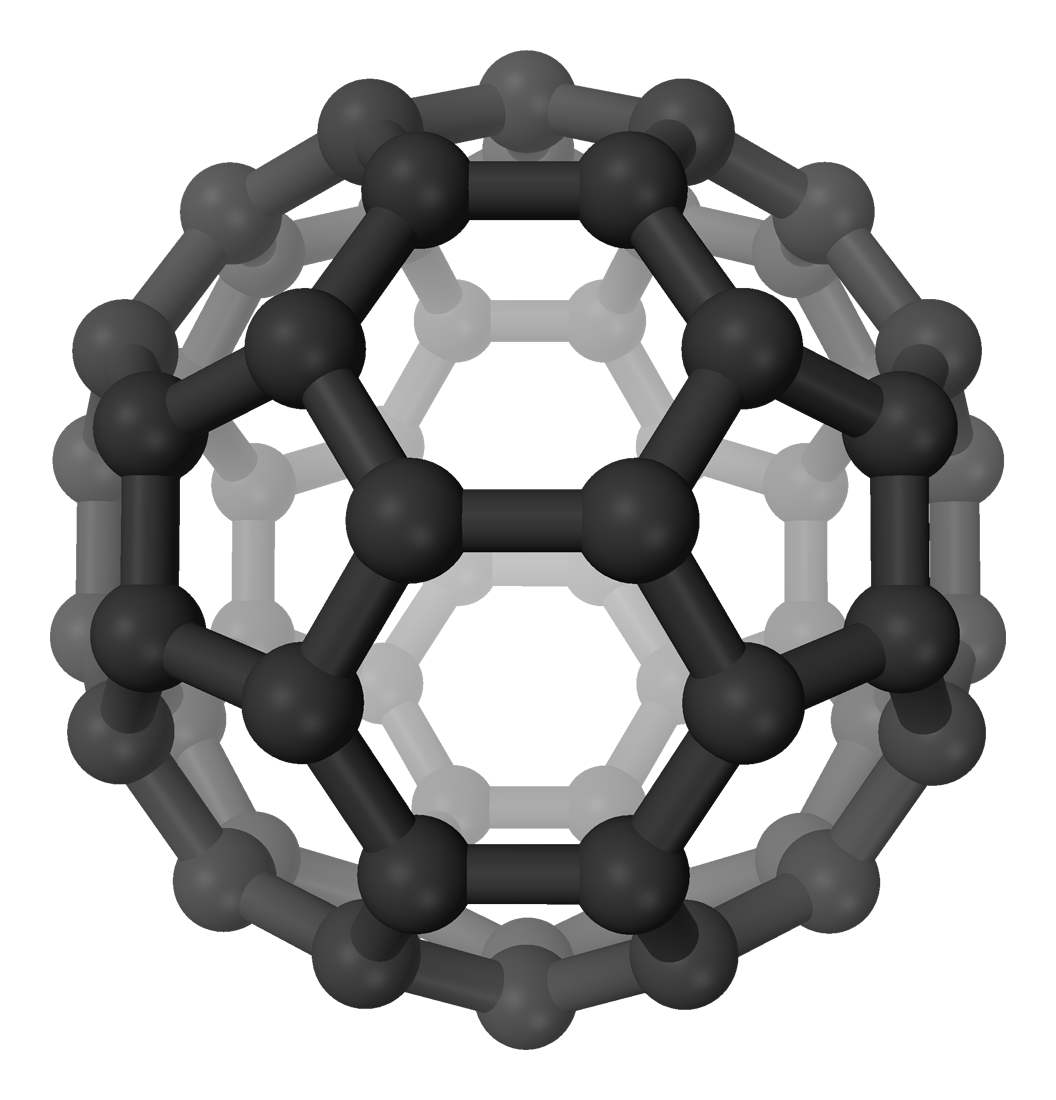
Бакминстерфуллерен C_{60}

Открытая в 1985 году новая аллотропная форма углерода была названа в честь Фуллера фуллеренами, а наиболее распространённая молекула С60 — бакминстерфуллерен. Также 60-атомную молекулу углерода называют «бакибол» или «букибол», в честь Бакминстера.
Роберт Кийосаки посвящает «доктору Ричарду Бакминстеру Фуллеру» свою книгу «Второй шанс» 2015 года, в которой много внимания уделяется взаимодействиям Кийосаки и Фуллера и книге последнего «Усмешка гигантов». Бакминстер упоминается и в других книгах Кийосаки.
Художник и философ Джонатон Китс утверждает в своей книге, что жизнь и идеи Фуллера, а именно делать «как можно больше как можно меньшими средствами», особенно актуальны для человечества сегодня, когда оно стремится удовлетворить нужды растущего населения планеты при ограниченных ресурсах.
Так же он упоминается в одном из цикла произведений Дем Михайлов, "Инфер 4" как основоположник теории о геокуполах и летающих городах.